# Défilé de La Tine
Le défilé de La Tine est une vallée encaissée d'environ 830 mètres de long, située le long du cours de la Sarine, sur la frontière entre les cantons de Vaud et de Fribourg, en Suisse.

## Histoire
En 1555, après la faillite du comté de Gruyère, La Tine marque la séparation entre les territoires fribourgeois (Basse-Gruyère) et bernois (Haute-Gruyère). Le défilé ne devient praticable qu'en 1891 à la suite de la construction d'un pont (reconstruit en 1984) près duquel passe, depuis 1904, le chemin de fer Montreux - Oberland Bernois.
Le défilé a également donné son nom au hameau de La Tine qui se situe sur le territoire de la commune de Rossinière ainsi qu'à une auberge et à un fort, construit lors de la Seconde Guerre mondiale, qui sert depuis 2001 de cave pour l'affinage du fromage.

### Sources
- Article Défilé de La Tine dans le Dictionnaire historique de la Suisse en ligne.